# Nikola Ninković
Nikola Ninković (en serbio: Никола Нинковић) (Bogatić, Yugoslavia, 19 de diciembre de 1994) es un futbolista serbio. Juega como centrocampista.

## Clubes
| Club                        | País                 | Año       | PJ | Goles |
| --------------------------- | -------------------- | --------- | -- | ----- |
| Partizán de Belgrado        | Serbia               | 2011-2016 | 86 | 13    |
| Genoa C. F. C.              | Italia               | 2016-2018 | 17 | 2     |
| A. C. ChievoVerona (cedido) | Italia               | 2016      | 1  | 0     |
| Empoli F. C. (cedido)       | Italia               | 2017-2018 | 18 | 4     |
| Ascoli Calcio 1898 FC       | Italia               | 2018-2021 |    |       |
| Brescia Calcio              | Italia               | 2021      |    |       |
| F. K. Proleter Novi Sad     | Serbia               | 2021-2022 |    |       |
| F. K. Borac Banja Luka      | Bosnia y Herzegovina | 2022-2023 |    |       |
| F. C. Torpedo Kutaisi       | Georgia              | 2023-2024 |    |       |

## Palmarés

### Campeonatos nacionales
| Título              | Club                 | País   | Año     |
| ------------------- | -------------------- | ------ | ------- |
| Superliga de Serbia | Partizán de Belgrado | Serbia | 2011-12 |
| Superliga de Serbia | Partizán de Belgrado | Serbia | 2012-13 |
| Superliga de Serbia | Partizán de Belgrado | Serbia | 2014-15 |
| Serie B             | Empoli F. C.         | Italia | 2017-18 |